# كأس دوري كرة القدم الإنجليزية 1997–98
كأس دوري كرة القدم الإنجليزية 1997–98 هو موسم من كأس دوري كرة القدم الإنجليزية. كان عدد الأندية المشاركة فيه 48، وفاز فيه غريمسبي تاون.